# Oziornyj (Kraj Ałtajski)
Oziornyj (ros. Озёрный) – osiedle w Rosji, w Kraju Ałtajskim, w rejonie pawłowskim. W 2010 liczyło 225 mieszkańców.